# نخستین جنگ ساسانیان و ترکان
جنگ ساسانیان و ترکان (۵۸۸ تا ۵۸۹ میلادی) جنگی میان شاهنشاهی ساسانی از یک‌سو، خاقانات گوک ترک و دولت دست‌نشانده‌شان یعنی شاهزاده نشین‌های هپتالی بود. این درگیری در نهایت منجر شد، با بازگرداندنی سرزمین‌های از دست رفته و همچنین تصرف برخی از مناطق شمال رود آمودریا توسط ساسانیان.

## پیش زمینه
در سال ۵۶۲ میلادی هپتالیان یا (هیاطله) به دست خسرو انوشیروان و خاقان‌نشین غربی ترک سقوط کرده و از بین رفت. در پیکارهایی که بعد از آن بین ایران و ترکان درگرفت، قسمت‌هایی از سرزمین هپتالیان به دست ایران و قسمت‌هایی از آن به دست ترکان افتاد. در همین زمان ترکان پس از تصرف سرزمین‌های واقع در شمال ایران، به راه‌های بازرگانی مهمی دست یافتند و سرزمین سغد را نیز به متصرفه‌های خویش ملحق کردند.

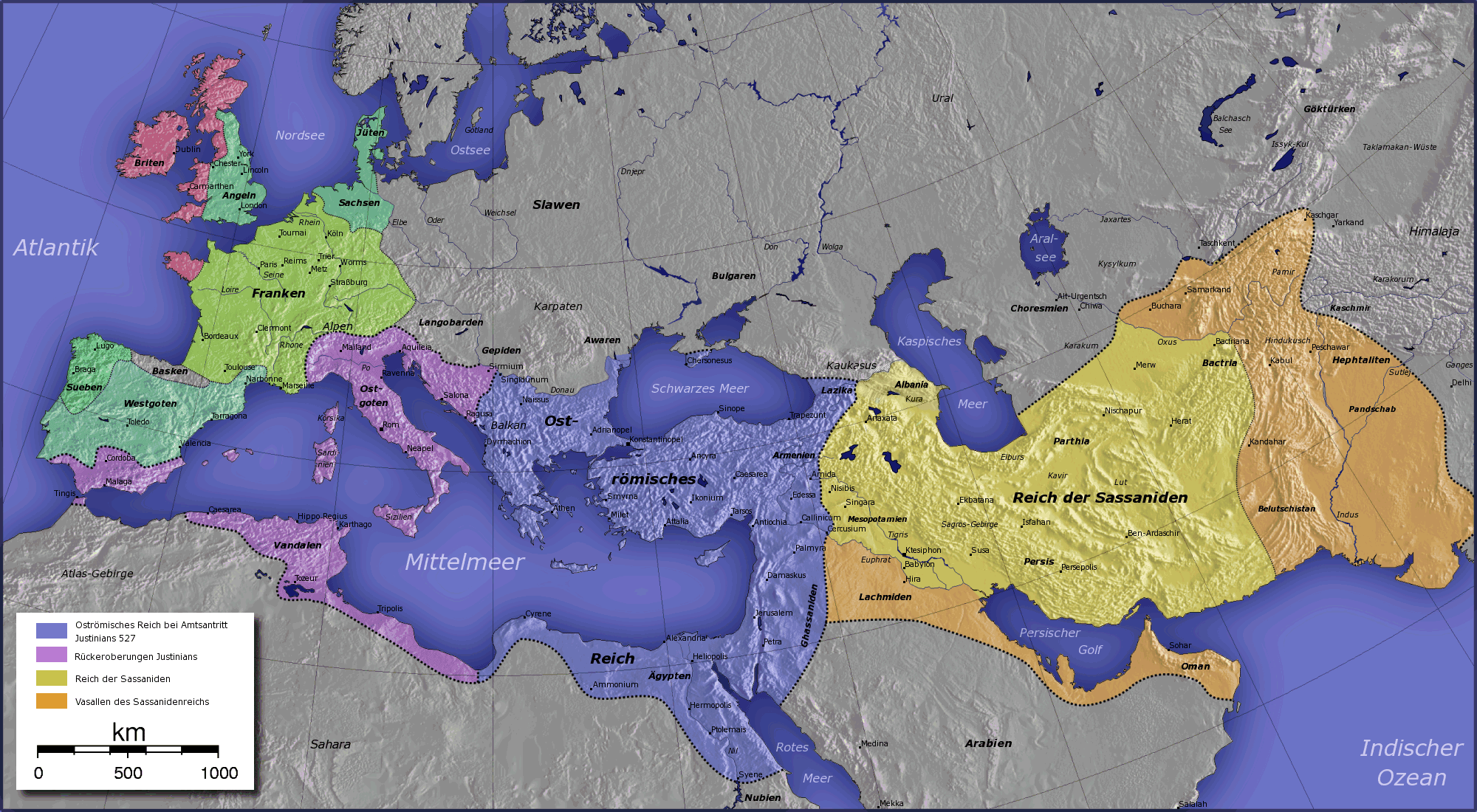
نقشهٔ قلمرو ساسانی در زمان انوشیروان، رنگ نارنجی پررنگ سرزمین‌های تازه متصرف شده را نشان می‌دهد. در سال ۵۶۲ میلادی.

پس از سقوط هپتالیان، ترکان نه تنها قدرت سیاسی، بلکه نیروی اقتصادی بزرگی نیز به‌دست آوردند. قسمت‌های مهمی از راه ابریشم که از شرق به غرب می‌گذشت، از این پس در اختیار ترکان قرار گرفت. این راه از سرزمین کاشغر و ناحیهٔ شاپورگان تا جنوب آسیای میانه کشیده شده بود. سپس راه ابریشم به خراسان می‌پیوست و از داخل ایران می‌گذشت. ترکان می‌خواستند که با بیزانس وارد معامله شوند. حمل ابریشم از راه شمال دریای خزر و قفقاز بسیار گران و همراه با مخاطره بود، بنابراین چارهٔ کار در این بود که خاقان ترک با شاهنشاه ایران کنار بیاید. ترکان در زمان انوشیروان با شاه ایران به توافق نرسیدند. ایستمی خان ترک، در زمان انوشیروان به ایران خبر اعلان جنگ داد ولی مواضع و استحکاماتی که ایرانیان در سدهٔ قرن پنجم برابر هپتالیان پدیدآورده بودند، در نظر ترکان گذرناپذیر می‌نمود، از این رو حمله ترکان متوقف ماند. برای به وجود آوردن دگرگونی‌های اقتصادی و رهایی از اقتصاد شبانی، برای ترکان چاره‌ای جز این نبود که به ایران حمله برند و راه ابریشم را به تصرف درآورند. در سال ۵۸۸ میلادی اتحاد بین بیزانس و ترکان حاصل شد و ترکان آمادهٔ جنگ با ایران شدند.

## جنگ گوک ترکان بابهرام چوبین

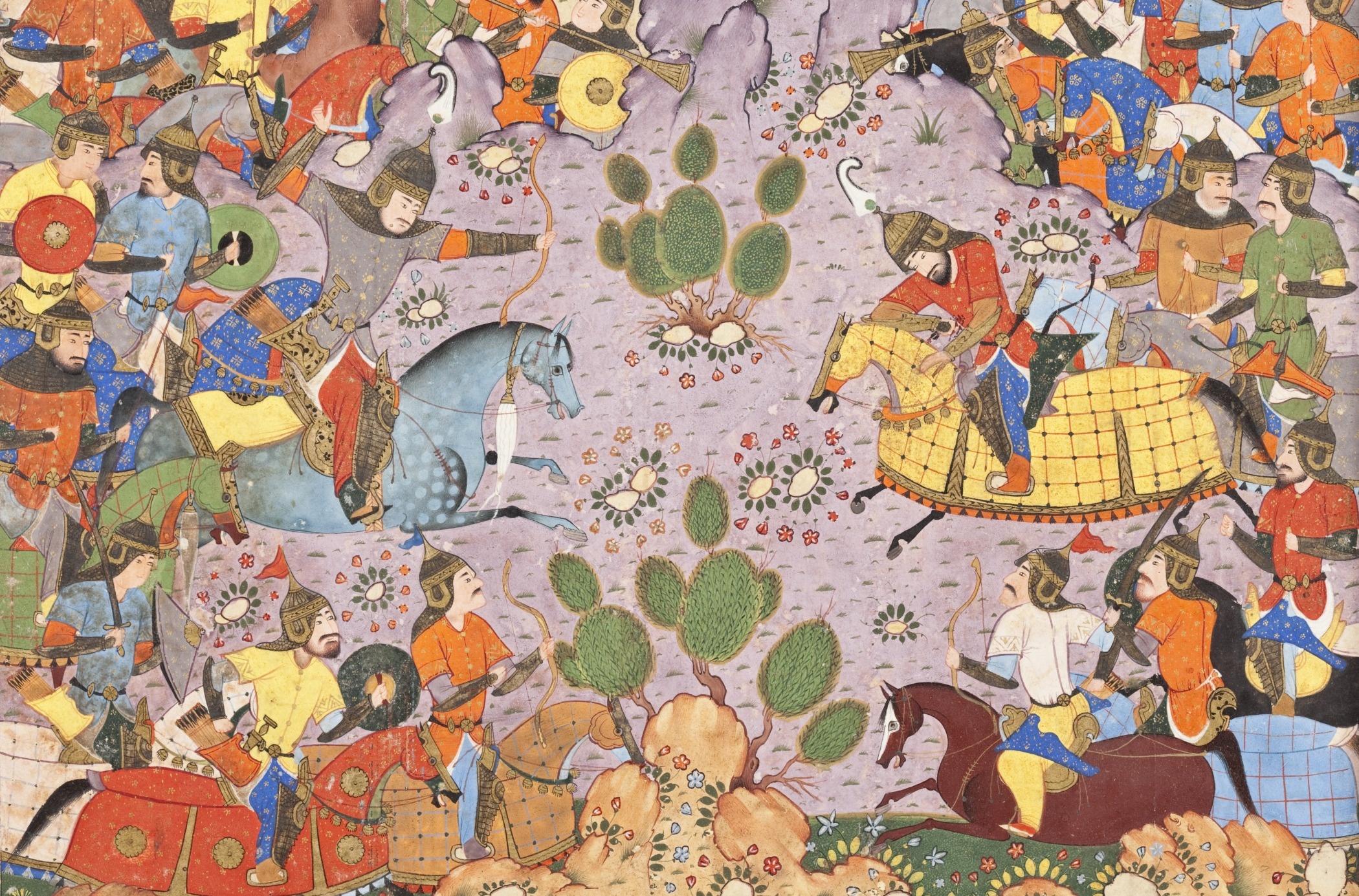
نگاره ای از جنگ ساسانیان و ترکان،کتاب شاهنامه.

در سال ۵۸۸ میلادی هرمزد چهارم که حاصل ازدواج بین خسرو انوشیروان و دختر ایستمی خان ترک بود، بر اریکه شاهی تکیه زد. در این زمان در مرزهای غربی ایران، جنگ با بیزانس جریان داشت. در همین زمان لشکریان ترک و خزر به آلان و ارمنستان حمله‌ور شدند.
در شرق نیز باغا خاقان فرمانروای ترکان و دایی هرمزد چهارم با سیصد هزار مرد به ایران حمله برد. پیاده‌نظام سپاه ایران، در برابر ترکان تاب مقاومت نیاورد. در سراسر کشور نگرانی و سرآسیمگی پدید آمده بود.
هرمزد چهارم، بهرام چوبین را که از مردم ری بود با دوازده هزار مرد به سوی ترکان فرستاد، سپس جنگی بزرگ درگرفت و فرمانروای گوک ترکان کشته شد. این جنگ با پیروزی ایران پایان پذیرفت.
بهرام پس از پایان جنگ یک ماه در هرات ماند و غنائم به‌دست آمده را میان شاهنشاه و سپاه خویش بخش کرد. در شاهنامه شرح این جنگ به تفصیل آمده است.

## جنگ بهرام گور با ترکان یا توران؟
تاریخ و زندگی هر قوم و ملتی را باید در گذشته‌های دور و روزگاران کهن جستجو کرد اما تاریخ‌نگاران برای تسهیل در پژوهش‌های خویش کوشیده‌اند تا مبدأئی برای تاریخ ملت‌ها عنوان کنند. ترکان نیز از سده‌های دراز در سرزمین‌های شمال چین و بخشی از اراضی سیبری می‌زیستند ولی تاریخ‌نگاران مبدأ تاریخ ترکان را سال ۵۴۵ میلادی دانسته‌اند.
نوشتهٔ برخی از مورخان پارسی و عرب، به جنگ بهرام پنجم (بهرام گور) با ترکان اشاره دارد. بهرام گور به سال ۴۳۸ میلادی، یعنی حدود یکصد سال پیش از این مبدأ تاریخی که برای ترکان در نظر گرفته‌اند، درگذشته است. چگونه ممکن است، بهرام گور با ترکان پیکار کرده باشد؟ استاد بارتولد این مسئله را چنین توضیح می‌دهد که نام توران در اوستا آمده است و چنین به نظر می‌رسد که تورانیان شاخه‌ای از آریاییان بوده‌اند. میان ایرانیان و تورانیان دشمنی وجود داشت. از سدهٔ ششم میلادی که ترکان به آسیای میانه راه یافتند، شباهت این دو نام سبب شد که بعضی نام توران را با نام ترکان یکی بدانند. حال آنکه رابطه‌ای میان این دو نام موجود نبود.

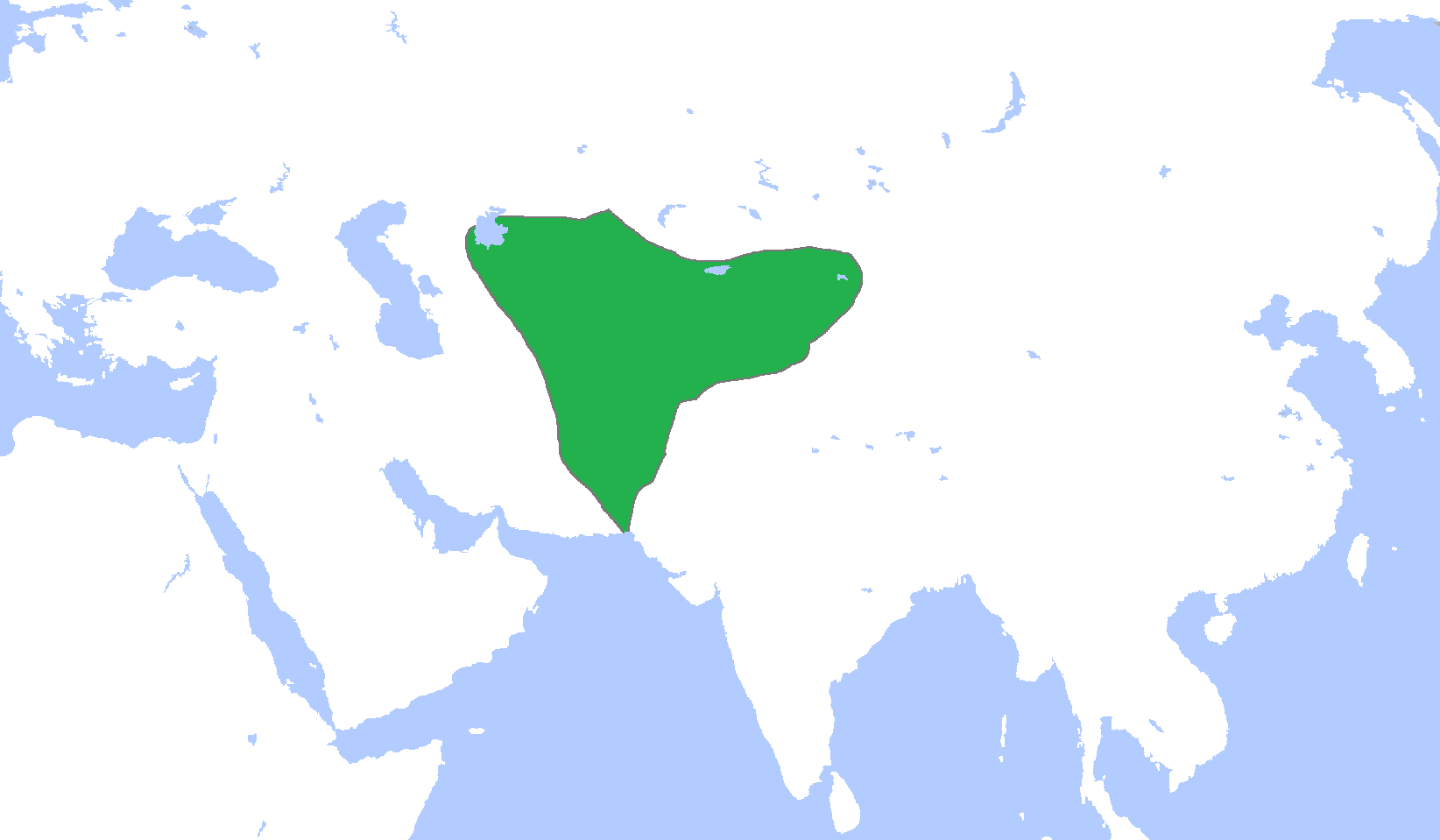
قلمرو هیاطله یا هپتالیان، برای دیدن تصویر بزرگ‌تر روی تصویر کلیک کنید.

باید گفت که به احتمال قوی فردوسی در جنگ بهرام با ترکان روزگار خود را ملاک داوری قرار داده است. در روزگار فردوسی غزان و قبچاق‌ها که از قبایل ترکی زبان بودند، در فرارود سکنی داشتند. پیش از آن نیز ترکان در عهد ساسانیان و نیمهٔ دوم سدهٔ ششم میلادی، به این سرزمین راه یافتند و مردم سغد و خوارزم را تابع خود کردند. چون در دشت‌های آسیای میانه زبان ترکی رواج یافته بود، فردوسی چنین پنداشت که توران و ترکان از یک تیره و یک نژاد هستند.